# الطاهر حجار
طاهر حجار ولد في 2 يناير 1953 في مغيلة ولاية تيارت، سياسي جزائري ، وزير التعليم العالي والبحث العلمي سابق خلال أربع حكومات متعاقبة حكومة سلال الرابعة، حكومة سلال الخامسة، حكومة تبون و حكومة أويحيى العاشرة.

## مسار
طاهر حجار حاصل على درجة الدكتوراه في الدراسات العربية الإسلامية من جامعة باريس السوربون ، وفي الواقع ، تناول الأغنية الشعبية الجزائرية الصحراوية في عام 1987. في عام 1993 ، سوف يكون محاضرًا وأستاذًا في جامعة الجزائر حتى عام 2015. بالتوازي، سيكون نائب رئيس الجامعة، ثم من 1996 إلى 2015 ، رئيس جامعة الجزائر. 
سوف يجمع أيضًا العديد من المناصب الإدارية: 
- مدير التعاون والدراسات القانونية في وزارة التعليم، 1993-1994.
- رئيس لجنة الأدب التربوي من 1981 إلى 1982.
- عضو المجلس الأعلى للقضاء
- عضو مجلس إدارة المعهد الدبلوماسي والعلاقات الدولية
- عضو مجلس إدارة الوكالة الجزائرية للتعاون الدولي

## جدال
في 7 أغسطس 2018 ، قال طاهر حجار، وزير التعليم العالي والبحث العلمي، "ماذا يعني ذلك بالنسبة لي إذا حصلنا على جائزة نوبل من جامعة الجزائر؟ ماذا سيكون تأثيره على التدريس؟ "، الملاحظات التي أثارت جدلا ساخنا.